# Paralelno programiranje
Paralelno programiranje je posebna grana programiranja računala gdje se koriste posebne metode za razdvajanje algoritama ili problema na njegove osnovne dijelove i izvode se istovremeno na mnogostrukim računalima ili centralnim jednicama - tj. paralelno.  Ovim načinom izvođena programa moguće je smanjiti vrijeme koje je potrebno za pronalaženje rješenja.  Paralelno programiranje koristi se mnogo u industriji, financijskim institucijama, astronomiji,...